# Sou (Lagrasse)
Der Sou ist ein Fluss in Frankreich, der im Département Aude in der Region Okzitanien verläuft. Er entspringt im Gemeindegebiet von Villar-en-Val, entwässert generell in östlicher Richtung und mündet nach rund 21 Kilometern im Gemeindegebiet von Lagrasse als linker Nebenfluss in den Orbieu.

## Hydrologie
Der Fluss ist heute oft ausgetrocknet und führt nur im Winter oder nach heftigen Sommergewittern Wasser.

## Orte am Fluss
- La Pradeille, Gemeinde Villar-en-Val
- Villetritouls
- Rieux-en-Val

## Sehenswürdigkeiten
folgende Brücken über den Fluss sind als Monument historique registriert:
- Pont Vieux[3] in Rieux-en-Val
- Pont de l’Alsou[4] (=historische Bezeichnung des Flusses) westlich von Lagrasse